# Sargento Amauri Soares
Sargento Amauri Soares (Imbuia, 13 de setembro de 1966) é um político brasileiro, pertencente à organização marxista-leninista Liga Comunista Brasileira, cujo mandato se fez a partir da filiação solidária ao Partido Socialismo e Liberdade (PSOL).

## Carreira
Amauri Soares é sargento aposentado da polícia militar de Santa Catarina e um dos fundadores da APRASC (Associação de praças do estado de Santa Catarina), assim como foi seu primeiro presidente.
Foi deputado à Assembleia Legislativa de Santa Catarina na 16ª legislatura (2007 — 2011) e na 17ª legislatura (2011 — 2015). Como consta no site da ALESC: "No Parlamento, defendeu os direitos sociais à educação, saúde, terra, emprego e salário dignos, em especial da categoria de praças da Polícia Militar e do Corpo de Bombeiros Militares. Participou das Comissões Permanentes de: Segurança Pública, Constituição e Justiça e de Agricultura".
Concorreu à um terceiro mandato como deputado estadual por Santa Catarina em 2022.